# Shansiodon
Shansiodon è un genere estinto di terapsidi, appartenente ai dicinodonti. Visse nel Triassico medio (Anisico, 247 - 242 milioni di anni fa) e i suoi resti fossili sono stati ritrovati in Asia e in Africa.

## Descrizione
Questo animale era di dimensioni medio-piccole se rapportato ad altri dicinodonti, e non doveva superare il metro di lunghezza. Come la maggior parte dei dicinodonti, Shansiodon era dotato di un becco corneo simile a quello di una tartaruga e di due zanne superiori robuste e simili a canini. Erano assenti altri denti, sia nella mascella che nella mandibola. L'apertura temporale era grande, e occupava un terzo dell'intera lunghezza del cranio. Le specie di Shansiodon si differenziavano principalmente per la forma del cranio: la specie tipo, Shansiodon wangi, era caratterizzata da un cranio piuttosto ampio, dalla forma triangolare se visto dall'alto, il muso era piatto e ampio e le orbite erano piuttosto piccole; S. wuhsiangensis era invece dotato di un cranio stretto e dall'aspetto più o meno ovale se visto dall'alto, con un muso lungo e stretto e orbite grandi. 

## Classificazione
Shansiodon era un rappresentante derivato dei dicinodonti, in una posizione evolutivamente intermedia tra i dicinodonti del Triassico inferiore come Lystrosaurus e i grandi dicinodonti specializzati, noti come Kannemeyeriiformes, tra i quali Kannemeyeria, Placerias e Stahleckeria. Shansiodon è il genere eponimo della famiglia Shansiodontidae, comprendente altre forme come Vinceria e Tetragonias.
Shansiodon venne descritto per la prima volta da Yeh nel 1959, sulla base di resti fossili ritrovati nella formazione Ermaying in Cina, nella zona di Hsiaotukou (provincia di Shanxi); la specie tipo è Shansiodon wangi. Nella stessa provincia, ma in altre località, sono stati ritrovati i resti fossili di un'altra specie, S. wuhsiangensis. A quest'ultima specie è stata ascritta anche la specie S. shaanbeiensis, rinvenuta nella provincia di Shaanxi. La specie S. wupuensis, proveniente dalla località tipo, è stata ascritta alla specie tipo. Altri fossili attribuiti al genere Shansiodon sono stati ritrovati in Sudafrica.